# بابی براون (ترانه)
«بابی براون» (به انگلیسی: Bobby Brown) ترانه‌ای از فرانک زاپا و یکی از قطعات آلبوم سال ۱۹۷۹ او با نام شیخ یربوتی است. این قطعه که یکی از آثار معروف زاپا است از سوی اغلب رادیوهای آمریکایی تحریم شد اما در اروپا با اقبال زیادی مواجه شد. «بابی براون» در زمان انتشارش در نروژ ۱۱ هفته و در سوئد به‌مدت ۳ هفته شمارهٔ ۱ جدول‌های فروش موسیقی بود و در آلمان چهارمین ترانهٔ پُرفروش روز شد.

## محتوا
شخصیت ترانهٔ «بابی براون» یک مرد سفیدپوست جذاب آمریکایی است که به یک مدرسهٔ معروف رفته، بلندپرواز است و به گفتهٔ خودش همان رؤیای آمریکایی است. او قصد دارد پس از پایان تحصیلاتش یک کار خوب به‌دست‌آورد و ثروتمند شود، اما آشنایی با دختری که فعال جنبش آزادی زنان است چنان عواقبی برایش دارد که به همجنس‌گرایی روی می‌آورد. بسیاری «بابی براون» را یک ترانهٔ همجنسگراهراسانه می‌دانند، اما این برداشت می‌تواند به دلیل ماندن در لایه‌های سطحی اشعار باشد. این ترانه در حقیقت سه قربانی دارد. اولین قربانی ترانه رؤیای آمریکایی است که پوچ انگاشته می‌شود و نمادش آن پسر دبیرستانی بی‌مصرف و خودخواه است. فمینیست‌ها دومین قربانی این آهنگ هستند که از دید زاپا کارشان این است که زن‌ها را به مرد تبدیل کنند. سومین قربانی ترانه اعمال جنسی جایگزین سکس عادی هستند (و نه همجنس‌گرایی). مقوله‌هایی مانند «دوش طلایی» و «برج قدرت» چیزهایی هستند که زاپا (به گفتهٔ خودش) از درک آن‌ها عاجز است. هلین لیندوال (موسیقی‌نویس اهل سوئد) با اشاره به احساس دلپذیری که در کودکی از شنیدن عبارت‌های «دوش طلایی» و «برج قدرت» داشته، احتمال می‌دهد چون این واژه‌ها در زبان سوئدی معنای خاصی نداشتند «بابی براون» از دید سانسورچی‌های سوئدی دور مانده بود حال آن‌که در همان زمان پخشش از رادیوهای آمریکایی ممنوع شده بود. دویچه وله هم در مقاله‌ای فرانک زاپا را «گرگی در لباس میش» دانسته که در پوشش آن موسیقی گوش‌نواز و اشعار دغلکارانه، داستان یک فرد فاسد غرق در مسائل جنسی را تعریف می‌کند.